# Pyrrhura cruentata
| range_map = 
}}
Pyrrhura cruentata là một loài chim trong họ Psittacidae.
Pyrrhura cruentata trước đây phổ biến khắp nhiều phía đông nam Bahia, Espírito Santo, phía đông Minas Gerais và Rio de Janeiro, Brazil. Phân phối hiện tại của nó là rất phân tán và bây giờ chủ yếu hạn chế trong các khu vực bảo tồn cô lập.